# Subwar 2050
Subwar 2050 is een computerspel dat werd ontwikkeld door Particle Systems en uitgegeven door MicroProse. Het spel kwam in 1993 uit voor DOS en een jaar later voor de Commodore Amiga. Op 27 maart 2009 werd het spel verkocht aan Interplay Entertainment. In 2013 werd een versie voor Windows beschikbaar gesteld ter download. Het spel speelt zich af in het jaar 2050 waarbij de transport onder de zeepspiegel plaatsvindt. Op de zeebodem worden grondstoffen gewonnen en er is veel onvrede en jaloezie. De speler speelt een onderzeebootvechter te huur is om missies uit te voeren. Missies bestaan bijvoorbeeld uit de mijnbouw te beschermen en te voorkomen dat een energiecentrale wordt opgeblazen.

## Platforms
| Jaar | Platform          |
| ---- | ----------------- |
| 1993 | DOS               |
| 1994 | Amiga, Amiga CD32 |
| 2013 | Windows           |

## Ontvangst
| Beoordeeld door  | Platform   | Datum          | Score |
| ---------------- | ---------- | -------------- | ----- |
| MikroBitti       | DOS        | januari 1994   | 90%   |
| Joystick (Frans) | Amiga      | januari 1995   | 90%   |
| Tilt             | DOS        | januari 1994   | 89%   |
| Amiga Joker      | Amiga CD32 | januari 1995   | 85%   |
| Amiga Computing  | Amiga      | september 1995 | 85%   |
| Amiga Games      | Amiga      | januari 1995   | 82%   |
| Amiga Joker      | Amiga      | februari 1995  | 81%   |
| Power Play       | DOS        | december 1993  | 80%   |
| Power Unlimited  | DOS        | februari 1994  | 70%   |
| Génération 4     | Amiga      | januari 1995   | 63%   |